# 笠間稲荷神社

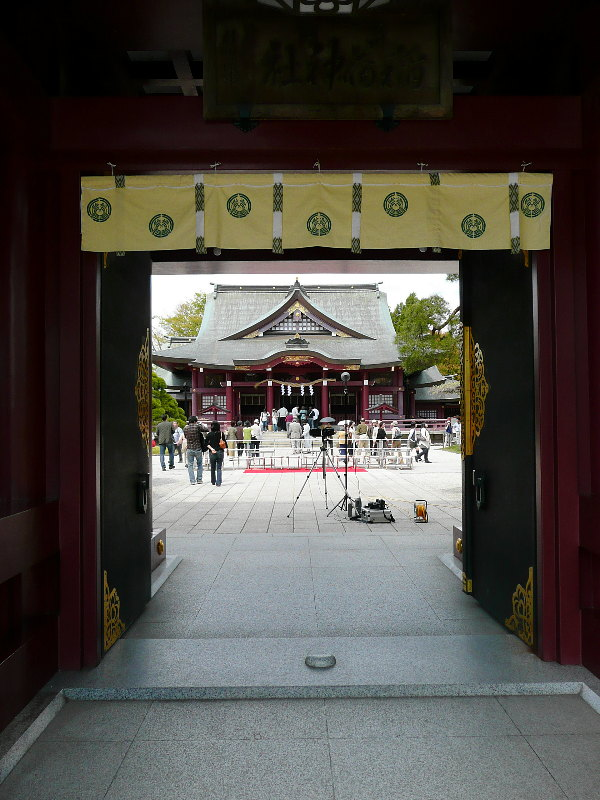
楼門より見た拝殿（2007年4月撮影）

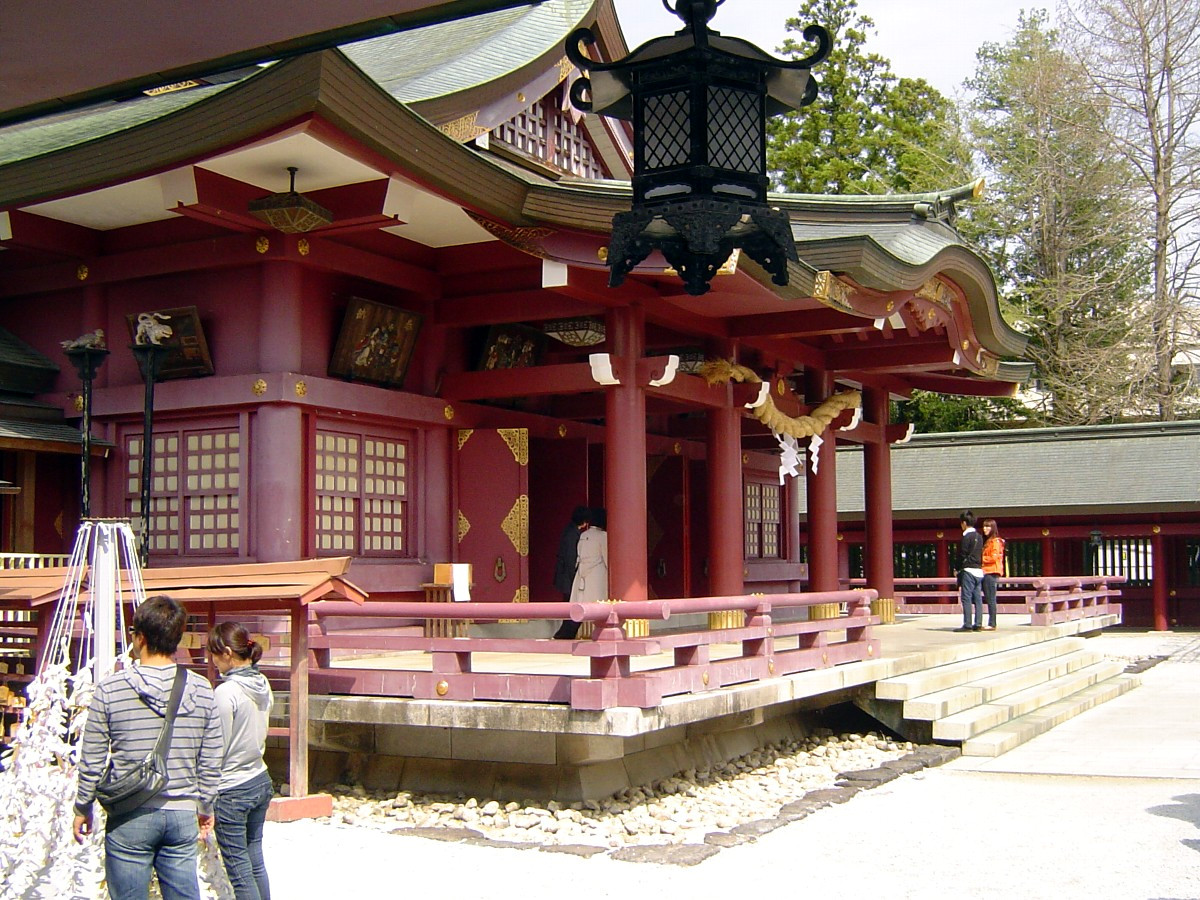
えんじ色に近い朱色を基調とした拝殿（2013年4月撮影）

笠間稲荷神社（かさまいなりじんじゃ）は、茨城県笠間市にある神社（稲荷神社）である。旧社格は村社で、現在は神社本庁の別表神社となっている。別称胡桃下稲荷（くるみがしたいなり）、紋三郎稲荷。
五穀豊穣、商売繁盛の神として古くから厚く信仰され、関東はもとより日本各地から年間300万人を超える参拝客が訪れる。また、正月三が日の初詣には80万人以上の参拝者が訪れ、初詣参拝者数で茨城県1位を誇る。
日本三大稲荷の一つとされている。
「笠間稲荷と佐白山」として茨城百景に選定されている。
東京都中央区日本橋浜町には、当時の笠間城主牧野家の下屋敷があり、その地には藩主が笠間稲荷神社より分霊を受けて建てられた笠間稲荷神社東京別社がある。

## 祭神
- 宇迦之御魂命（うかのみたまのみこと）

### 祭礼

#### 例祭
例祭は4月9日に行われる例大祭である。4月9日は創建の日とされている。

#### 笠間の菊まつり
10月中旬から11月末にかけて、笠間稲荷神社を中心に開催されている。
明治23年（1890年）以来、境内で「朝顔会（朝顔展示）」を開催していたが、これを明治41年（1908年）、当時の宮司が発展させ、農園部を設置し、菊花の展示を開始した。元は人々の心を和ませ、信仰を育むために始めたものという。大正2年（1913年）からは全国菊花品評会が、戦後の昭和23年（1948年）からは菊人形展がそれぞれ開催されるようになった
。
近年は「笠間の菊まつり」として、笠間稲荷神社初詣と並び、80万人弱の観光入込客数を記録するイベントに発展した。開催期間中には、神事流鏑馬、奉納笠間示現流居合抜刀術、大和古流奉納式、舞楽祭等の神事が行われている。

### 境内社
聖徳殿と五末社がある。
- 聖徳殿（聖徳太子）・大黒天（大国主大神）・事比羅社（大物主大神）合殿
- 月読神社（月読尊）
- 白山神社（菊理媛命、伊佐那岐命、伊佐那美命）
- 菅原神社（菅原道真公）
- 粟島神社（少彦名神）
- 山倉神社（高皇産霊神、建速須佐之男神、大国主神）

## 東京別社

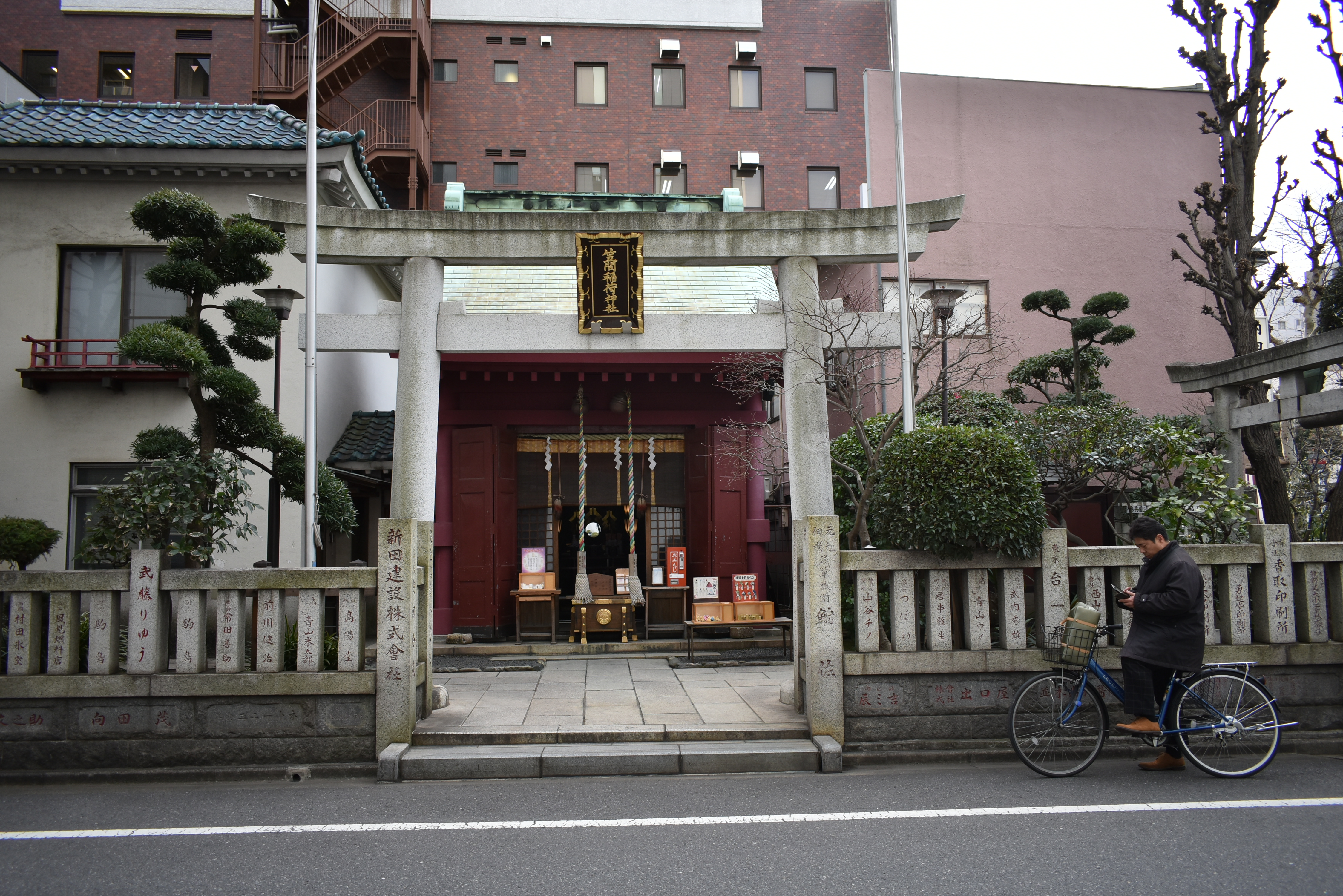
笠間稲荷神社東京別社（2019年2月撮影）

東京都中央区日本橋浜町二丁目11番6号に別社笠間稲荷神社がある。本殿の左側には寿老神が祀られており日本橋七福神の一社でもある。
安政6年（1860年）、笠間藩主牧野越中守貞直が濱町の藩邸内に分祀したものである。私祠であるが、初午の日には市民の参拝のために門戸を開放したという。
明治6年12月（1873年）、現在の地に遷座。明治11年3月6日（1878年）、官許を得て庶民の参拝を許した。
明治21年（1888年）、牧野家より笠間稲荷神社に移管された。
大正12年9月（1923年）、関東大震災により社殿が焼失、直ちに再建される。
昭和20年3月（1945年）、東京大空襲により、ふたたび社殿が焼失するが、同年12月に本殿と仮社務所が出来上がり、昭和28年9月（1953年）には拝殿を再建。 
昭和32年（1957年）には社務所、昭和33年（1958年）に玉垣、昭和53年（1978年）までに幣殿が完成、現在に至る。

## 歴史

### 創建
創建に関する伝承は口碑によるもので、文献記録はない。勧請元となった稲荷神社も不詳である。
- 社伝では、孝徳天皇御代の白雉2年（651年）、現在の地にあった胡桃樹の下に創建したものという。

- 笠間便覧では、白雉年間、佐白山に鎮座していた六座のうちの稲荷社を、現在の地にあった胡桃樹の下に奉遷したものという。ただし、この伝承が記述されているのは笠間便覧のみである[10]。近隣に鎮座する城山稲荷神社に、旧址を佐白山上とする同旨の由緒がある。

笠間稲荷神社ウェブサイトの由緒では、当時、社地一帯は胡桃の密林であったという。戦前の取材による茨城県神社写真帳には、「広漠とした荒野の片野の一本の胡桃樹下」であったと記されている。新編常陸国誌には、「胡桃の大木」の下であったと記されている。

### 笠間の地名について
常陸国風土記の新治郡の条に、郡から東50里に笠間村があり、越え通う山を葦穂山といい、そこにはかつて油置姫命という山賊がいたという記述がある。これは笠間村ではなく、葦穂山（足尾山）の記事である。
笠間村に関する記述はなく、当時の様子は詳らかでない。神社ウェブサイトの由緒は、その頃には宇迦之御魂神への信仰が根付いていたのではないかとする考察を付している。
古地名としての笠間は、常陸国新治郡の他に、大和国宇陀郡、伊勢国員弁郡、加賀国石川郡、越前国坂井郡等にも郷名として存在する。比較地名を主題とした「郷名同唱考」は、笠間の名義は不詳としつつも、大宮咩命（おおみやのめのみこと。大宮売神）に由縁のある地名ではないかとする考察を付している。大宮咩命は、伏見稲荷大社三座の一（大宮能売大神）でもあることから、稲荷神として祀られていることが多い。ただし、笠間稲荷神社の祭神ではない。
- 加賀国、石川県白山市笠間町に鎮座する笠間神社は、大宮売神を主神としている[12]。

- 越前国、福井県坂井市丸岡町篠岡に鎮座する笠間神社（式内論社）は、主神は天照皇大神であるが[13]、郷名同唱考は大宮咩命を祀るという伝承を記している。

- 大日本史料「執政所抄」に「宮咩奠祭文」があり、「宮咩」又は「宮咩奠（てん）」と称する祭祀における祭神は、高御魂、大宮津彦、大宮津姫、大御膳津彦、大御膳津姫の皇大神五柱と笠間の大刀自（おおとじ。天皇に仕える女官の意）の六柱であると記されている。拾芥抄の宮祭文にも「宮咩五柱笠間」とある。

### 近世
創建以後、江戸中期までの沿革は不詳である。江戸時代になると広く知られるようになり、歴代の笠間藩主が厚く崇敬した。三代藩主松平康長や忠臣蔵で有名な浅野家なども、転封し笠間を離れても分霊を新たな領地で祀るなど、庶民のみならず歴代藩主からも手厚い信仰を受けてきた。
今日の笠間稲荷神社の隆盛は、井上正賢（まさかた）の頃から始まる。天明4年12月朔日（1784年）の社蔵文書に、次のような縁起が記されている。
- 寛保3年（1743年）の夏、城主井上河内守正賢の霊夢に、白髪束帯の老翁が現れた。老翁は高橋町の稲荷であると名乗り、祠は狭隘で安らかでなく、里人も憂いていると語った。正賢が驚いて目覚めると、枕元に胡桃の実があった。奇異に感じ、従者に確かめさせたところ、確かに高橋町に稲荷社があるという。正賢は霊験顕著な祠があることを知らずにいたことを悔やみ、祠宇の後5歩をはじめとして、祭器や禮具を寄付し、祭事を盛んに行った。

- 数年後、正賢が江戸藩邸にいたところ、束帯の官人が胡桃子一筐（はこ）を手に訪れた。官人は胡桃下稲荷門三郎であると名乗り、先年、君の寄付によって居を広めたことについて、郷人は大いに喜んでおり、私もこれに感動し、今から益々国民を保護しようと語った。正賢はいよいよ神威を感じ、旗二流を奉納し、笠間においては必ず参拝し、事故があれば近侍を代拝させるようになった。

延享4年3月19日、井上家が移封となり、新たに牧野備後守貞通が笠間藩主となった。牧野家は、井上家の先例に倣って笠間稲荷神社を祈願所と定めた。
2代目藩主の牧野備中守貞長は、京都（朝廷）に具申し、独立に「神位正一位稲荷大明神」の賜号を受けた。
8代目藩主の牧野越中守貞直は、重要文化財となった社殿の造営や東京別社の創建に寄与した。
- 金文字の自書額面（「稲魂」）を奉納した[16]。

- 安政6年（1860年）、濱町の笠間藩邸に神霊を分祀した（東京別社の前身）。

- 万延元年9月18日（1860年）、社殿の改修造営を行った。棟札には｢殊者牧野越中貞明公御武運長久御領内泰平｣（貞明は貞直の別名）と記されている[17]

その他、牧野家からは朱印地5石及び祭器等の寄付があった。
新編常陸国誌には、「もと此地に胡桃の大木ありて、其下に鎮座せしいささかの社なりしが、近年改造を加へて、美麗の社檀とはなれり」と記されている。

### 明治以後
明治維新後、近代社格制度で旧村社に列した。神社明細帳における名称は「稲荷神社」である。以降、旧郷社への昇格はなかったが、戦前には既に全国的に著名だった。
明治23年（1890年）、「朝顔会（朝顔展示）」を開始した。
明治41年（1908年）、菊花の展示を開始した。
昭和63年1月13日（1988年）、笠間稲荷神社本殿（附、棟札1枚）が国の重要文化財となった。

## 文化財

### 重要文化財
- 本殿 - 万延元年（1860年）建立。外陣（旧拝殿）、内陣（本殿）からなる複合社殿。

## 大鳥居再建

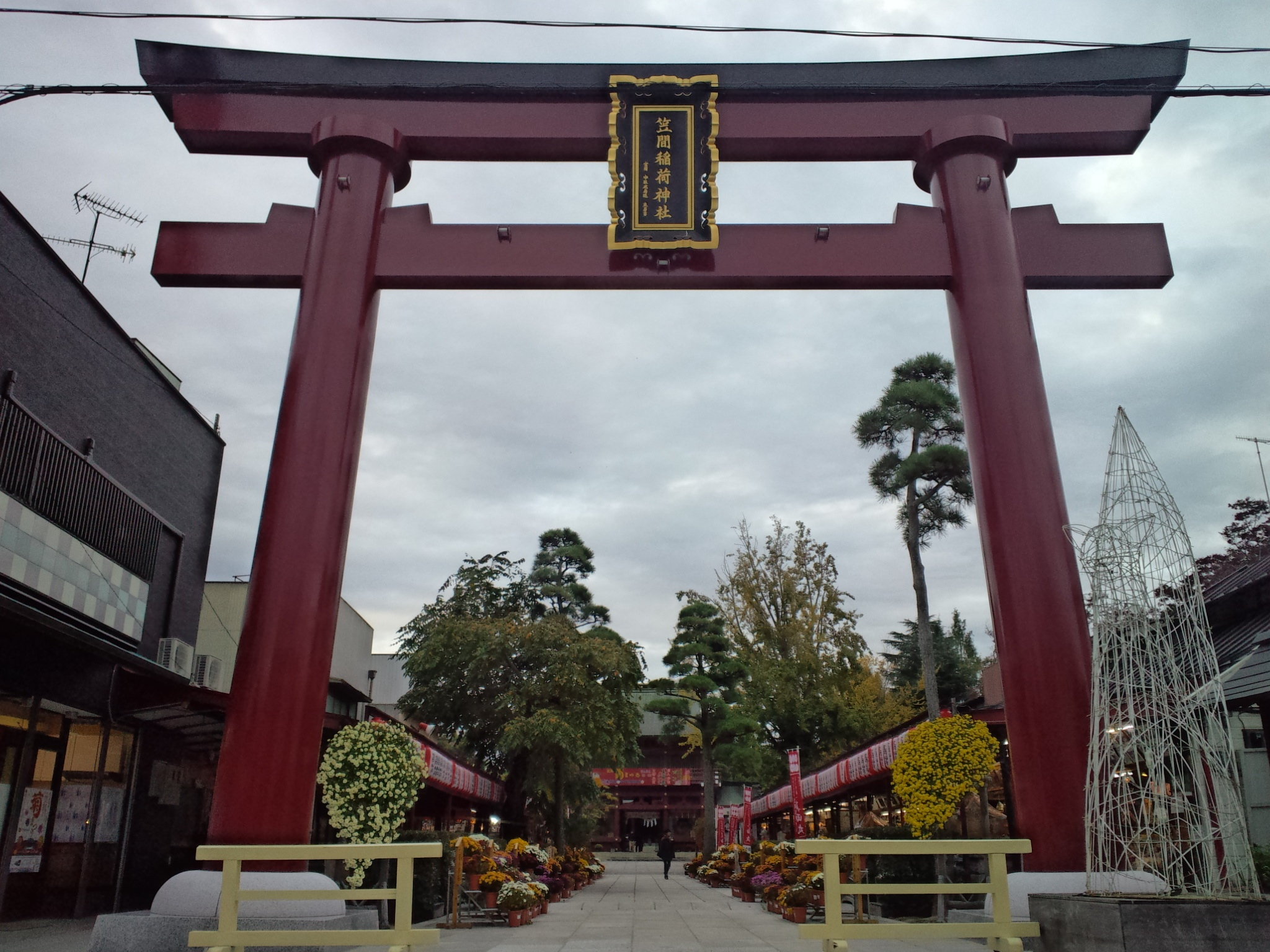
2016年10月に再建された大鳥居（同年11月撮影）

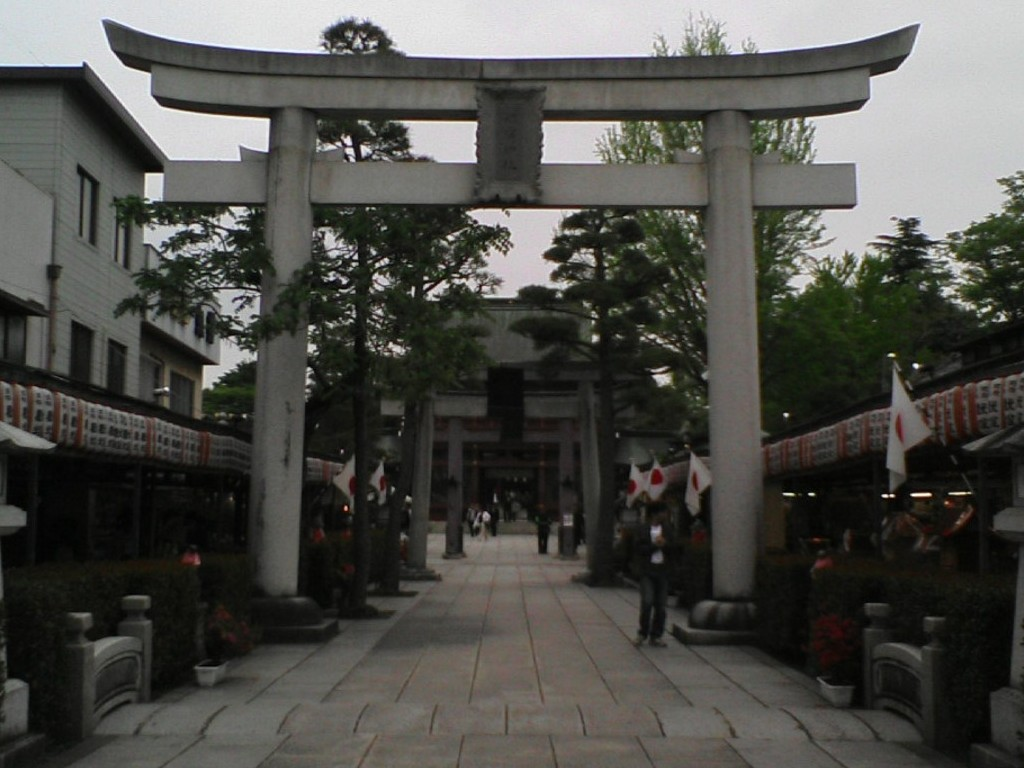
かつての石鳥居（2008年5月撮影）

笠間市で採掘される稲田石を使用し、1990年に建てられた大鳥居が、2010年10月の小規模な地震によって一部崩落したため、翌年に起きた東日本大震災より前に撤去されていた。
震災で被災した本殿などの修復が急がれ、大鳥居のほうは再建の着工が遅れていたが、半年余りかけて2016年10月に完成した。高さは以前の約8メートルから約10メートル、鉄製に変更され、拝殿の色と同じ「笠間朱色」で塗装された。総工費は約9千万円、全額を全国から寄せられた寄付金でまかなった。
なお「笠間朱色」とは、門前通りの景観整備が進められた2013年以降に命名されたものであり、まちづくりに関する方針として打ち出された統一感を創出するためのシンボルカラーの呼称である。

## 坂本九とのゆかり
坂本九は幼少期の不思議な体験から、この神社を篤く信仰するようになった。1943年に発生した常磐線土浦駅列車衝突事故で川に転落し、多数の犠牲者を出した車両に、疎開のために笠間に向かっていた坂本（当時2歳）は母と乗り合わせていた。ただ、事故の直前に他の車両に移っていたために助かった。後にこの話を聞かされると、「笠間稲荷神社の神様が自分を救ってくれた」と信じ、終生信仰を続けた。自身の結婚式もこの笠間稲荷神社で執り行っている。1985年の日本航空123便墜落事故で坂本九が亡くなった際、遺体の身元判明の決め手となったのは、胸に突き刺さっていた「笠間稲荷」と刻まれたペンダントだった。

## 交通アクセス
- 自動車
  - 北関東自動車道友部ICから国道355号で約15分、又は笠間西ICから茨城県道64号土浦笠間線の福原バイパスと国道50号を利用し約20分（約10km）。
  - 常磐自動車道水戸ICから国道50号で約25分。

※駐車場：市内に市営駐車場（有料）、市営観光駐車場、民間駐車場（有料）等有り。
- 鉄道
  - JR水戸線笠間駅
    - タクシーで約5分
    - 徒歩約20分（約2km）

  - JR友部駅
    - かさま観光周遊バス（月曜運休） 稲荷神社下車
- 高速バス
  - 関東やきものライナー 笠間稲荷神社入口下車